# Laurium
Laurium – wieś w Stanach Zjednoczonych, w stanie Michigan, w hrabstwie Houghton.